# John Spencer-Churchill (11. książę Marlborough)
John George Vanderbilt Henry Spencer-Churchill (ur. 13 kwietnia 1926 w Blenheim Palace, zm. 16 października 2014) – brytyjski arystokrata, najstarszy syn Johna Spencera-Churchilla, 10. księcia Marlborough i Alexandry Cadogan, córki wicehrabiego Chelsea. Od urodzenia nosił tytuł hrabiego Sunderlandu. Kiedy w 1934 r. jego ojciec został 10. księciem Marlborough, on sam przyjął tytuł markiza Blandfordu.

## Życiorys
Wykształcenie odebrał w Eton College. Po śmierci ojca w 1972 r. odziedziczył tytuł księcia Marlborough i zasiadł w Izbie Lordów. Był Sędzią Pokoju i zastępcą Lorda Namiestnika Oxfordshire. Mieszka w swojej rodowej rezydencji Blenheim Palace w Woodstock w hrabstwie Oxfordshire. Na liście najbogatszych magazynu Sunday Times w 2004 r. zajął 224 miejsce z majątkiem ocenianym na 185 milionów funtów.
19 października 1951 r. poślubił Susan Mary Hornby, córkę Michaela Hornby’ego i Nicolette Ward, córki kapitana Cirila Warda. John i Susan mieli dwóch synów i córkę:
- Johna Davida Ivora Spencera-Churchilla (17 listopada 1952 - 14 maja 1955), hrabiego Sunderlandu
- Charlesa Jamesa Spencera-Churchilla (ur. 24 listopada 1955), markiza Blandfordu, dwukrotnie żonatego, mającego syna z pierwszego małżeństwa, George’a, hrabiego Sunderlandu (ur. 28 lipca 1992)
- Henriettę Mary Spencer-Churchill (ur. 7 października 1958), autorkę książek o Blenheim Palace, żonę Nathana Gelbera, mającą dzieci.

Pierwsze małżeństwo księcia zakończyło się rozwodem w 1961 r. Po raz drugi ożenił się 23 października 1961 r. z Athiną Livanos (19 marca 1926 - 10 października 1974), byłą żoną Arystotelesa Onassisa i córką Stavrosa Livanosa. Małżeństwo to pozostało bezdzietne i zakończyło się rozwodem w 1971 r.
20 maja 1972 r. poślubił Dagmarę Rositę Astrid Libertas Douglas (ur. 26 września 1943), córkę Carla Ludwiga Douglasa i Ottory Haas-Heye. Małżonkowie doczekali się dwóch synów i córki:
- Richarda Spencera-Churchilla (ur. i zm. 1973)
- Edwarda Alberta Charlesa Spencera-Churchilla (ur. 1974)
- Alexandry Elisabeth Mary Spencer-Churchill (ur. 1977)